# Joseph-Marie Orhand
Joseph-Marie Orhand, né à Carentoir le 28 septembre 1834 et mort le 2 novembre 1906 au collège de Florennes en Belgique, est un homme d'Église français devenu jésuite. Il fut décoré de la médaille militaire en tant qu'aumônier de guerre durant la guerre de 1870. 

## Biographie
Il étudie au petit séminaire de Sainte-Anne d'Auray. Il y obtient notamment le prix de philosophie en 1854. C'est durant ces études qu'il rencontre le futur député, l'abbé Jaffré.
Lors d'une visite de Napoléon III, c'est lui qui rédigea l'ode en l'honneur du souverain. L'empereur ravi, voulut lui décerner une récompense honorifique, mais malgré l'insistance de l'auguste visiteur, le jeune prêtre refusa de se faire connaître. 
Quelque temps après, l'ancien pèlerin de Sainte-Anne, se voit opposé une vigoureuse protestation, sur l'initiative de l'abbé Jaffré. Ceci aura pour finalité la dissolution du corps enseignant dont l'abbé faisait partie. 
C'est à ce moment, le 19 décembre 1863, que le jeune professeur fut nommé vicaire dans l'importante paroisse de Nivillac. 
Diplômé d'une licence en lettres durant son séminaire, c'est vicaire qu'il fut reçu docteur avec la mention « Très Bien ». Il rédigea alors deux thèses : Les rapports du beau et de la poésie avec le vrai et Doctrina stoicorum in opere pharsalico. 
Durant la guerre de 1870, le père Orhand se fit aumônier des mobiles bretons, il les accompagna sur le champ de bataille et déploya dans l'accomplissement de son devoir une telle bravoure que le général de Sonis, au soir d'un combat, lui décerna la croix d'honneur. Le gouvernement de Gambetta ne voulut pas ratifier son geste héroïque de la bataille de Loigny. Ce fut seulement la médaille militaire que reçut officiellement le vaillant aumônier,.
De retour en Bretagne, il fut nommé recteur de Nivillac, par décret du 21 janvier 1875. Mais alors, il se sentit appelé par une vocation plus austère et plus haute. Avec le consentement de son évêque, il obéit à l'inspiration de Dieu. Son départ causa quelques surprises et sa persévérance fut mise en doute. On ne pouvait croire que ce prêtre de 40 ans, d'humeur indépendante et vive, supporterait le joug de la règle et l'épreuve du noviciat. Mais le père Orhand fut victorieux de lui-même, au prix de quelles luttes intérieures et de quel héroïsme caché.
Rendu à l'enseignement au sortir du noviciat, le nouveau jésuite fut envoyé d'abord au collège Saint-Joseph de Reims, puis aux facultés catholiques de Lille, où bientôt il marqua parmi les professeurs les plus distingués. Plusieurs années durant, il donna des cours littéraires,,.
Il décéda en 1906 au collège de Florennes en Belgique,.

### Thèses
- Les rapports du beau et de la poésie avec le vrai
- Doctrina stoicorum in opere pharsalico[11].

### Essais
- Le révérend père Pillon de la Compagnie de Jésus[12]
- Un admirable inconnu. Le R P Etienne de Carheil[13]

### Articles
- « La Lorraine et l'Alsace à Lourdes en 1890 » (Journal de la Meurthe et des Vosges du 29 avril 1891)[14]

### Poèmes
- Le Jour et la Nuit[5]
- Lamoricière[3]
- Appel aux Catholiques[3]